# UGC 35
UGC 35 es una galaxia localizada en la constelación de Piscis.